# Das Schweigen der Esel
Das Schweigen der Esel ist ein österreichischer Fernsehfilm aus der Landkrimi-Filmreihe aus dem Jahr 2023 von Karl Markovics mit Karl Markovics und Julia Koch.  Nach Alles Fleisch ist Gras (2014) und Das letzte Problem (2019) ist das der dritte Landkrimi aus Vorarlberg.

## Handlung
In einem Swimmingpool wird eine Frau ertränkt, dabei verliert der Täter einen metallenen Knopf, der auf den Boden des Pools sinkt. Die Frau war Besitzerin einer Katze. Der falsche Kommissar Jonas Horak befindet sich mittlerweile in Haft in einer Sonderanstalt für geistig abnorme Rechtsbrecher, nachdem er von Polizistin Sophie Landner verhaftet wurde. Während Mitinsasse Kotrusek einen Ausbruch plant, möchte Horak von dessen Plänen nichts wissen, er fühlt sich im Gefängnis wohl, wo er in der Gärtnerei beschäftigt ist.
Landner findet auf einem alleinstehenden Bauernhof die Leiche einer alten Frau, der der Kopf fehlt. Der Kopf wird später im Suppentopf gefunden. Die Frau war bereits eine Woche zuvor ermordet worden. Am Fundort flattert Landner ein Hahn entgegen. In der darauffolgenden Nacht wird sie aus einer Telefonzelle angerufen. Im Telefonat teilt ihr der anonyme Anrufer mit, dass er wieder da sei und sie Kommissar Horak einen schönen Gruß bestellen solle. Die Zelle befindet sich in der Nähe der Sonderanstalt für geistig abnorme Rechtsbrecher, wo Landner Horak einen Besuch abstattet. Direktorin der Anstalt ist Frau Dr. Hauff. Der von Landners Besuch aufgewühlte Horak verspricht ihr, die Inspektorin nicht mehr zu sehen.
Landner wohnt in der Ausnüchterungszelle, nachdem sie sich von ihrem Freund getrennt hat und keine Wohnung gefunden hatte, die sie sich leisten kann. In Rückblicken wird über Horaks Gerichtsverfahren nach dem Doppelmord berichtet, in dem Horak als Einziger Freitag sehen kann, sowie über seine Arbeit als Referendar im Archiv des Bundeskriminalamtes, wo er nach dem Rauswurf durch seine Frau heimlich übernachtete und an dem Werk Das Märchen vom perfekten Verbrechen bzw. Die strafrechtlich relevanten Tatbestände in den Märchen der Gebrüder Grimm schrieb.
Als Landner Horak erneut in der Anstalt besuchen möchte, lehnt Direktorin Hauff einen Besuch ab und begründet dies damit, dass sie möchte, dass es ihm weiterhin gutgeht. Außerdem argumentiert sie, dass Inspektorin Landner im Mordfall der geköpften Frau überhaupt nicht zuständig ist. Hauff untersagt ihr jeden weiteren Kontakt zu Horak, im Fall eines Zuwiderhandelns werde sie Dienstaufsichtsbeschwerde gegen Landner einbringen.
Horak ruft Landner zu sich ins Gefängnis. Die beiden Todesfälle versetzen Horak in Aufregung, er befürchtet, dass es Freitag war, der sich als „dämonischer Parasit“ einen neuen Wirt gesucht hat, der für ihn mordet, um abschließend den Wirt dazu zu bringen, sich selbst umzubringen. Während die Polizei im Fall der ertrunkenen Schwimmerin mit der Katze von einem Unfall ausgeht, vermutet Horak einen Mord. Laut Horak haben die Morde mit der Katze und dem Hahn mit den Bremer Stadtmusikanten zu tun, Landner solle einen Esel ausfindig machen. 
Im Fall der ertrunkenen Frau wurde keine Obduktion vorgenommen, da keine Anzeichen auf Fremdeinwirkung vorhanden waren. Die Frau hatte ihren Körper der Medizin vermacht. In der Pathologie in Innsbruck wurde festgestellt, dass die rechte Schulter der Toten ausgerenkt war, die Pathologin vermutet durch Abwehrbewegungen. Landner findet schließlich am Boden des Swimmingpools den metallenen Knopf. Bald darauf wird im Wald ein Toter gefunden, er wurde erschlagen und hatte einen Hund. Jetzt ist Landner auf der Suche nach dem Esel, dessen Besitzer das nächste mögliche Mordopfer ist. Ihr Kollege und Postenkommandant Lutz Seeger erzählt ihr, dass er in der Vorwoche beim Jassen einen Esel gewonnen hatte. Landner nimmt die beiden in der Ausnüchterungszelle in „Schutzhaft“.
Per Post erhält Landner das Buch Die strafrechtlich relevanten Tatbestände in den Märchen der Gebrüder Grimm von Referendar Horak mit einer Widmung an Freitag. Jemand hatte es unter ihrem Namen mit ihrem Handy und ihrer Kreditkarte bestellt und an sie liefern lassen. Ihr Handy und ihre Brieftasche musste sie bei ihrem Besuch in der Anstalt am Eingang abgeben, Landner vermutet daher den Täter unter dem Wachpersonal. An den Tatorten fand sie Schuhabdrücke von Dienstschuhen, der metallene Knopf aus dem Pool stammte von einer Uniform. Horak jedoch wird klar, dass sich der Dämon in Landner selbst eingenistet hat und sie die Morde begangen hat. Einen fehlenden Knopf an ihrer Uniform hatte sie selbst wieder angenäht. Auf einer Videoaufnahme ist Horak vor einer Aufzugtür zu sehen, darauf ist allerdings Landner nicht zu sehen.
Tatsächlich fährt Landner zurück zum Polizeiposten und erdrosselt dort ihren Kollegen Seeger. Dann zieht sie ihre Dienstwaffe, um sich selbst zu erschießen.
Horak flüchtet schließlich mit Hilfe Kotruseks aus der Anstalt, indem er den von Kotrusek präparierten Anlasser des Autos der Direktorin kurzschließt; an den Wachen wird er mit dem Auto durchgelassen, indem er ein Kopftuch, Mantel und Sonnenbrillen, wie sie die Direktorin trägt, anzieht bzw. aufsetzt und die Wachebeamten, durch die Übertragung eines Fußballspiels abgelenkt, unaufmerksam sind. Horak fährt zum Polizeiposten und kommt gerade zurecht, um den Schuss zu hören, mit dem sich Landner tötet. Dann aber macht ihn eine Passantin aufmerksam, dass der Posten bereits vor einem Jahr geschlossen wurde, nunmehr von der Immobilienfirma Ellmer & Scheffknecht zum Verkauf angeboten wird und sich der nächste Posten in Dornbirn befindet. Dort versieht Landner wohlbehalten ihren Dienst und erhält die Information, dass Horak aus der Anstalt ausgebrochen ist. 
Zuletzt erscheint Freitag neben Horak vor dem Polizeiposten und teilt ihm mit, dass er sich das alles nur ausgedacht hatte, um Horak zur Flucht aus der Anstalt zu motivieren. Landner füllt einen Bewerbungsbogen für den kriminalpolizeilichen Dienst aus. Horak fährt mit Freitag im Cabrio der Direktorin weg, unterwegs hält er und findet Kotrusek versteckt im Kofferraum. Gemeinsam fahren sie über die Staatsgrenze.

## Produktion und Hintergrund
Die Dreharbeiten fanden vom 3. Mai bis zum 1. Juni 2022 statt, gedreht wurde in Vorarlberg im Bregenzer Wald und Umgebung. Drehorte waren unter anderem Hittisau, Bregenz und Wolfurt.
Produziert wurde der Film von der Superfilm (Produzenten John Lueftner und David Schalko), beteiligt waren der Österreichische Rundfunk und Arte, unterstützt wurde die Produktion vom Land Vorarlberg.
Die Kamera führte Leena Koppe, die Musik schrieb Herbert Tucmandl, die Montage verantwortete Alarich Lenz und das Casting Nicole Schmied. Das Kostümbild gestaltete Caterina Czepek, das Szenenbild Andreas Sobotka, das Maskenbild Andreas Meixner und Heike Sekera und den Ton Odo Grötschnig. Im Film ist das Lied Illusionen von Hildegard Knef zu hören.

## Veröffentlichung
Premiere war am 15. März 2023 im Wettbewerb des Deutschen Fernsehkrimi-Festivals, bei dem der Film mit dem Hauptpreis ausgezeichnet wurde. Österreich-Premiere war am 6. Juli 2023 im cubus Wolfurt.
Die ORF-Erstausstrahlung erfolgte am 9. Jänner 2024. Auf Arte wurde der Film erstmals am 12. Jänner 2024 gezeigt.

## Rezeption

### Kritiken
Volker Bergmeister vergab auf tittelbach.tv 5,5 von 6 Sternen. Das raffinierte und kluge Spiel mit dem Zuschauer sei im doppelten Sinne ein fantastisches Werk, weil es mit doppeltem Boden arbeite, vor Ideen nur so sprudele und den Zuschauer mit Lust und Wucht in die Irre führe.
Katharina Zeckau schrieb in der Evangelischen Zeitung, dass Markovics diesmal erfreulicherweise den zentralen Fehler von Das letzte Problem vermeide, der zu sehr zur One-man-Show mutierte. Mit Sophie stehe nun ein mindestens ebenso wichtiger weiterer, interessanter Charakter im Mittelpunkt. Gelungen seien aber auch sämtliche anderen schauspielerischen Leistungen, die sorgfältige Regie, der Einsatz des im TV eher selten zu hörenden Vorarlberger Dialekts, die gut gewählten Locations, die stimmungsvollen Kamerabilder und die präzise gestaltete Musikspur.
Thomas Gehringer meinte auf tagesspiegel.de, dass die wendungsreiche und sorgfältig inszenierte Krimikomödie Vergnügen pur sei, wobei der köstliche Dialogwitz für ungeübte deutsche Ohren bisweilen schwer verständlich sein dürfte.
Isabella Wallnöfer bezeichnete den Film in der Tageszeitung Die Presse als „absurd und großartig“. Es sei ein merkwürdiger Fall und ein großartiger Krimi. Markovics ziehe den Zuschauer in ein absurdes Szenario hinein.
Wilfried Geldner befand auf prisma.de, dass die Dialoge aus diesem Landkrimi eine Komödie machten, die von raffinierten Wortwitzen und leise-komischen Situationen lebe, vieles sei mit einem Augenzwinkern versehen. Hier stimme eigentlich alles.
Karsten Umlauf meinte auf swr.de, dass der märchenhafte Krimi mit dem Titel als Reminiszenz an den Horrorklassiker Das Schweigen der Lämmer liebevoll gemacht, herrlich skurril und unbedingt sehenswert sei. Diesen Film mit einer Menge absurd-abseitigem, typisch österreichischem Humor einfach als Krimi zu bezeichnen sei eigentlich der größte Witz.
Karina Krawczyk bewertete den Film auf waz.de mit fünf von fünf Sternen. Herrlich abgedreht führe die Produktion mit grantig-galligem Humor viele genre-typische Erwartungen ad absurdum.
Oliver Armknecht vergab auf film-rezensionen.de sieben von zehn Punkten. Bei dem amüsanten Krimi mit hohem Humoranteil sei zwar von Anfang an klar, dass vieles nicht real sei, dennoch dürfe gerätselt werden, wenn die Geschichte mehrere Haken schlage.

### Einschaltquoten
Die Erstausstrahlung im ORF am 9. Jänner 2024 sahen bis zu 697.000 Zuseher, der Marktanteil lag bei 24 Prozent.

## Auszeichnungen und Nominierungen
Deutsches Fernsehkrimi-Festival 2023
- Auszeichnung mit dem Hauptpreis[8][21]
- Auszeichnung mit dem Sonderpreis Beste Darstellerin (Julia Koch)[8][21]

Televisionale Film- und Serienfestival Baden-Baden 2024
- Auszeichnung mit dem Fernsehfilmpreis der Deutschen Akademie der Darstellenden Künste[22][23]
- Nominierung für den 3sat-Publikumspreis[24]